# Ruffiac (Morbihan)
Ruffiac è un comune francese di 1 449 abitanti situato nel dipartimento del Morbihan nella regione della Bretagna

## Società

### Evoluzione demografica
Abitanti censiti